# Gnamptogenys nanlingensis
Gnamptogenys nanlingensis  (лат.) — вид примитивных тропических муравьёв рода Gnamptogenys из подсемейства Ectatomminae. Эндемик Китая.

## Распространение
Встречаются в Восточной Азии: Китай.

## Описание
Длина тела рабочих около 5 мм, основная окраска чёрная, конечности и усики светлее (красновато-коричневые). От близкого вида Gnamptogenys sichuanensis отличается формой постпетиолярного выступа (он треугольной или клиновидный); затылочная ламелла узкая и незаметная; четвертый абдоминальный стернит грубо пунктирован. Пронотум дорзально без плечевых зубчиков. Стебелёк между грудкой и брюшком состоит из одного узловидного членика (петиоль). Голову и всё тело покрывают глубокие бороздки. Усики 12-члениковые. Глаза мелкого размера, выпуклые. Челюсти субтреугольные с плоским базальным краем и бороздками у основания. Вид был впервые описан в 2017 году эквадорским мирмекологом Джоном Латтке (John E. Lattke, Universidad Nacional de Loja, Loja, Эквадор) и его китайскими коллегами (Zhilin Chen; Fuming Shi; Shanyi Zhou; Китай).